# منتخب الصين لكرة الطائرة
منتخب الصين لكرة الطائرة هو ممثل الصين الرسمي في رياضة كرة الطائرة.